# Тиссо, Пьер-Франсуа
Пьер-Франсуа́ Тиссо́ (фр. Pierre François Tissot; 10 марта 1768, Версаль — 7 апреля 1854[…], Париж) — французский  писатель, историк и журналист.

## Биография
Тиссо родился в Версале в семье уроженца Савойи, который был парфюмером  королевского двора. В восемнадцать лет он поступил на службу поверенным в Шатле, дабы изучать юридическую практику, но его больше привлекала литература, и, будучи привлекательным  юношей, он время от времени приглашался на праздники в качестве гостя или выступающего в Малый Трианон.
Деятельный сторонник революции, он подвёргся в 1795 году преследованию и кратковременному заключению, затем, для поддержания семьи, сделался ремесленником. В 1798 году был избран депутатом. В 1810 году поэт Жак Дели́ль избрал его своим помощником по кафедре латинской поэзии в  Коллеж де Франс. По смерти Делиля в мае 1813 года Тиссо заместил его на кафедре, которую потерял в 1821 году; революция 1830 года возвратила её ему.

## Некоторые труды
- Études sur Virgile (1825—30)
- Souvenirs du 1 prairial an III (1799)
- Les trois conjurés irlandais, ou l’Ombre d’Emmet (1854)
- Trophées des armées françaises (1819)
- De la poésie latine (1821)
- Poésies érotiques (1826)
- Souvenirs historiques sur Talma (1826)
- Histoire complète de la révolution française (1833)
- Histoire de Napoléon (1833)
- Leçons et modèles de littérature française (1835—36)
- Précis d’histoire universelle (1841)